# Bet on Soldier: Blood Sport
Bet on Soldier: Blood Sport – gra komputerowa z 2005 autorstwa firmy Kylotonn reprezentująca gatunek first-person shooterów.

## Rozgrywka
Akcja gry toczy się na pogrążonej w wieloletniej wojnie Ziemi. Gracz wciela się w jednego z wielu najemników, których celem jest eksterminacja oponentów ku uciesze mas. Gracz przed stoczeniem walki z wirtualnym wrogiem obstawia wirtualnymi pieniędzmi wynik starcia. Za wygrane pieniądze gracz może kupować nową broń i wyposażenie.

## Gra wieloosobowa
Gra oferuje także tryb gry wieloosobowej, w którym za pośrednictwem Internetu lub sieci LAN może zmierzyć się do 32 graczy.